# Hoy voy a cambiar
Hoy voy a cambiar é uma série de televisão biográfica produzida por Rubén Galindo e Santiago Galindo para a Televisa. Foi exibida por Las Estrellas de 21 de agosto de 2017 e 17 de setembro de 2017, substituindo La piloto e sendo substituída por Caer en tentación. Baseia-se na vida de Lupita D'Alessio
Tem Gabriela Roel, Mariana Torres e Ferdinando Valencia nos papéis principais.
Foi exibida novamente em seu canal original, em seu mesmo horário original, de 25 de maio a 12 de junho de 2020, substituindo a reprise de Silvia, frente a ti, até a estréia da inédita Rubí, devido à pandemia de COVID-19 que impossibilitou a exibição de tramas inéditas.

## Sinopse
Como a série se baseia na vida de D'Alessio, muitas outras figuras públicas, programas de televisão e cantores foram retratados na série, como José José nos anos em que se tornou conhecido, Raúl Velasco nos estágios iniciais do programa Siempre en Domingo E Adal Ramones. Outra produção incluída na série é La Oreja, que mostrou a queda entre Ernesto D'Alessio e seu pai José Vargas há mais de dez anos.

## Elenco
- Gabriela Roel - Lupita D'Alessio (adulta)[7]
- Mariana Torres - Lupita D'Alessio (jovem)
- Ferdinando Valencia - Jorge Vargas
- Giovana Fuentes - Lupita D'Alessio (adolescente)
- Ari Telch - César Gómez
- Christian Ramos - Héctor Fregoso[8]
- Alejandro Tommasi - Ernesto Alonso
- Issabela Camil - Esther Millán
- Eugenio Montessoro - Ignacio "Nacho" D'Alessio
- Fabián Moura - Cristian Rossen
- Carlos Speitzer - Fernando Valero
- Isadora González - Nuri
- Anna Ciocchetti - Fanny Schatz
- Axel Alcántara - Ernesto D'Alessio
- Joshua Gutiérrez - Jorge D'Alessio
- Paco Luna - César D'Alessio
- Raúl Olivo - Sabú
- Mauricio Castillo - Raúl Velasco
- Victoria Viera - Lupita D'Alessio (menina)
- Alex Trujillo - Julián
- Francisco Pizaña - Entrenador
- Ruth Rosas - Maestra
- Gerardo Santínez - Ludopatía

## Produção
- As gravações começaram em 27 de março de 2017.[9]

## Prêmios e Indicações

### Premios TVyNovelas 2018
| Categoría                         | Nomeados                         | Resultado |
| --------------------------------- | -------------------------------- | --------- |
| Melhor serie                      | Rubén Galindo y Santiago Galindo | Ganadores |
| Melhor atriz protagônica de serie | Gabriela Roel                    | Nominada  |
| Melhor atriz protagônica de serie | Mariana Torres                   | Ganadora  |
| Melhor ator protagônico de serie  | Ari Telch                        | Nominado  |
| Melhor ator protagônico de serie  | Eugenio Montessoro               | Nominado  |
| Melhor ator protagônico de serie  | Ferdinando Valencia              | Ganador   |